# 百老匯塔
52°1′27″N 1°50′9″W / 52.02417°N 1.83583°W

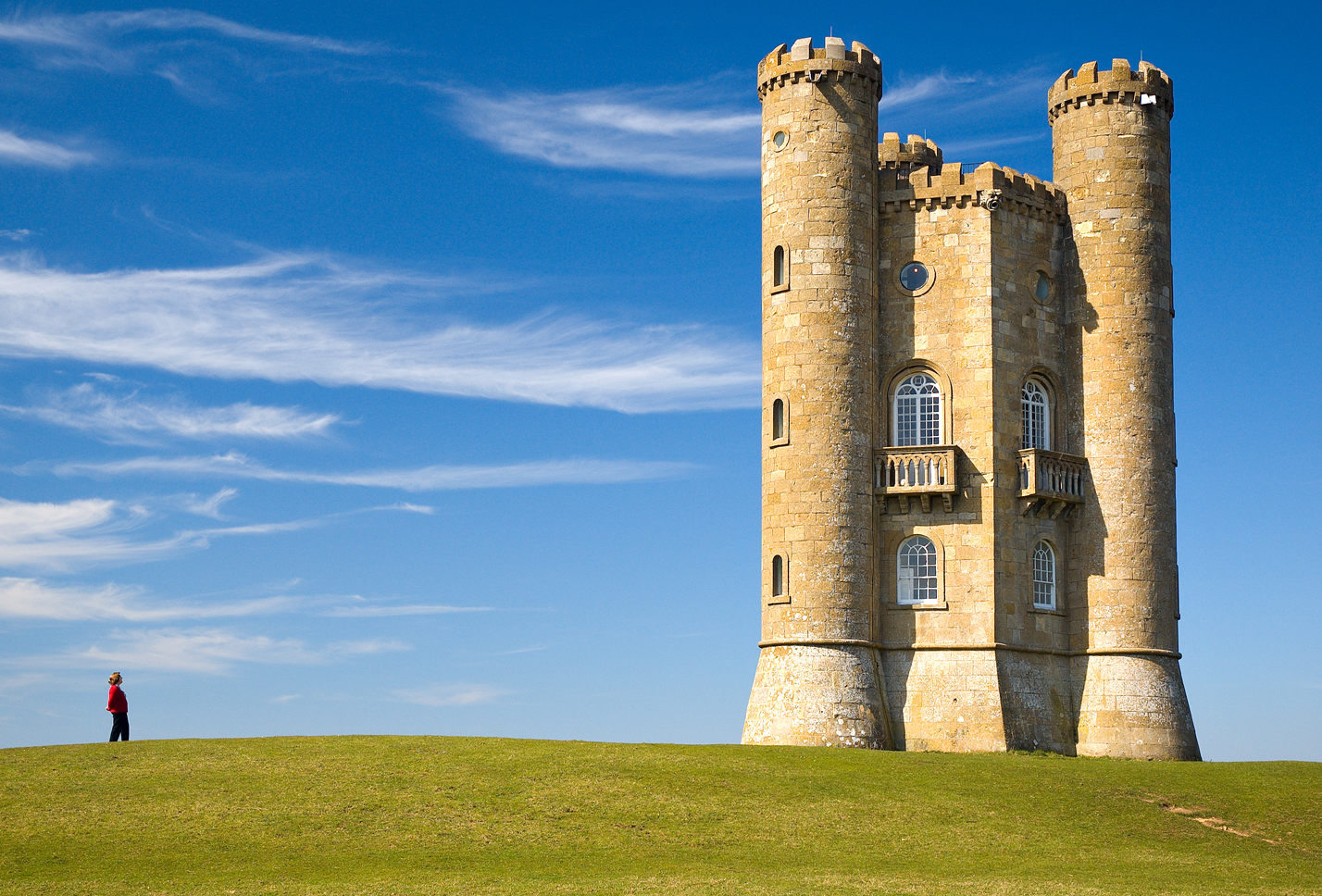
百老汇塔的景观

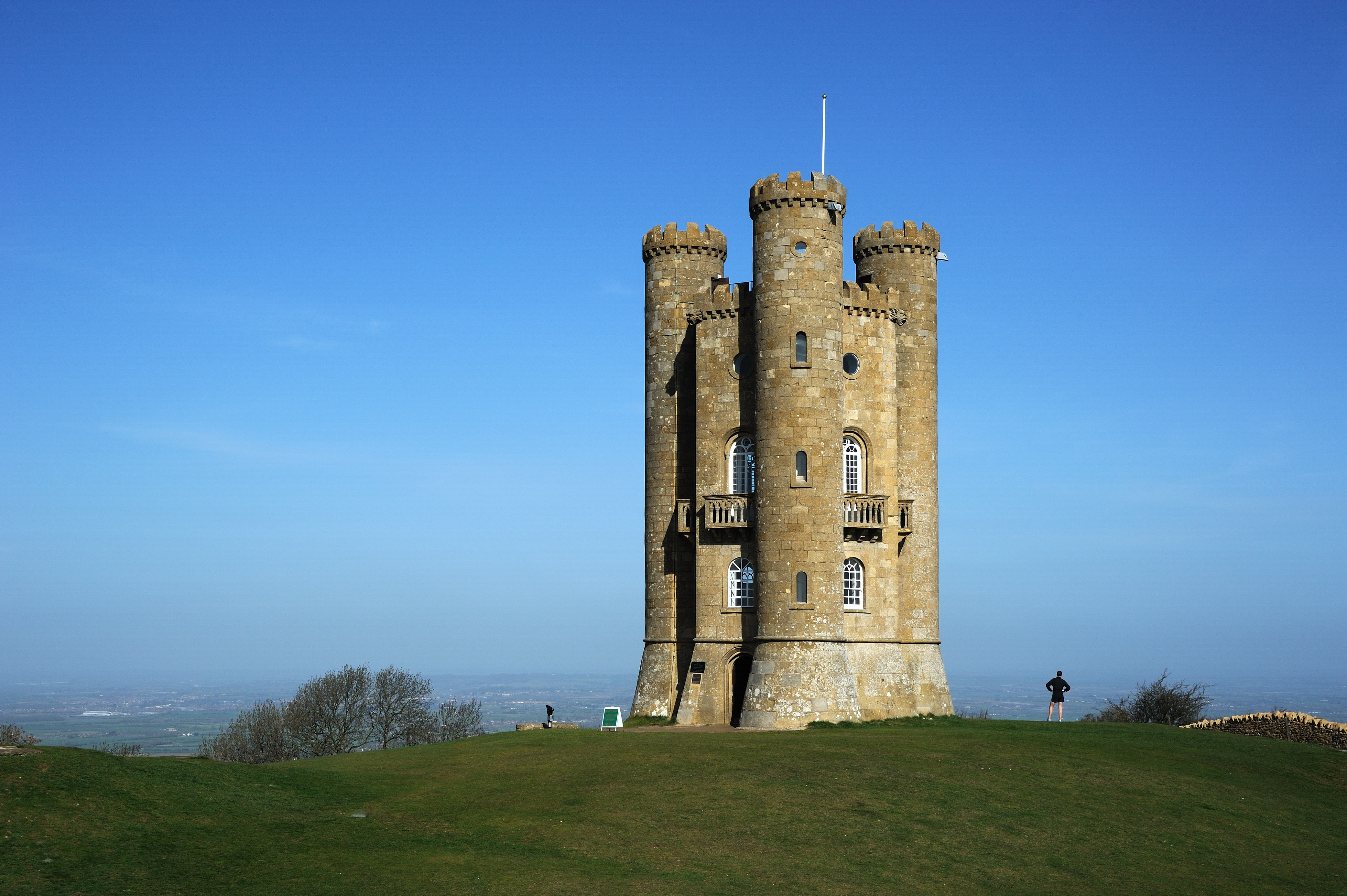
从另一个角度看百老汇塔

百老匯塔位於英國伍斯特郡百老匯附近的百老匯山，該處是科茨沃爾德的第二最高點。百老匯塔底部位處海平面以上1,024英尺（312米）。塔本身高55英尺（17米）。
此塔由詹姆斯·懷亞特在1794年設計，以模擬一個城堡，並在1799年為考文垂夫人建造。此塔建於峰火台的山上，那裡的烽火台，會在特殊的場合點燃。考文垂夫人想知道，從她那22英里（35公里）外位於伍斯特的房子能否望到這座山上的峰火台，所以她贊助興建這座塔。結果是可以清楚地看到此塔。
這些年來，此塔曾是托馬斯·飛利浦印刷公司的辦公室，也由威廉·莫里斯和愛德華·伯恩-瓊斯1880年代租下，用作鄉郊別墅。現時，此塔成為旅客景點，也是郊野公園的中心，有不同展覽，供公眾參觀。此塔位於科茨沃爾德徑。